# Spielzeugroboter
Als Spielzeugroboter werden Roboter bezeichnet, die als Spielzeug für Kinder und Erwachsene gebaut wurden. Die Spanne reicht dabei von einfachen Roboterfiguren bis zu frei programmierbaren, autonomen Robotern.

## Einsatzgebiete
Spielzeugroboter sind nicht nur als Spielzeug relevant, sondern werden innerhalb der Robotik als günstige Standardplattformen zu Forschung und Lehre eingesetzt. So wurde Lego Mindstorms von Lego und dem Massachusetts Institute of Technology für diese Einsatzbereich entworfen und um den Aibo entstand eine internationale Roboterfußball-Szene, aus der die Sony Four-Legged League als eigene Disziplin des Roboterfußballs hervorging. In Deutschland gibt es seit 2004 die häufig in Schulen eingesetzten Roboterbausätze der qfix-Reihe, in Indien existiert seit 2009 das programmierbare iPitara-Bausystem.

## Programmierung
Programmiert werden Spielzeugroboter meist durch eine einfache grafische Programmiersprache am PC. Hier lassen sich beispielsweise verschiedene Verhaltensmuster des Roboters aktivieren, Sequenzen von Aktivitäten definieren oder ähnlich einem Programmablaufplan ein Programmfluss formulieren. Lego Mindstorms greift hier auf eine abgespeckte Version von LabVIEW zurück, für Fischertechnik gibt es ROBO-Pro, qfix nutzt qfix Grape und mBot nutzt mBlock, welches auf Scratch basiert.

## Bekannte Spielzeugroboter
- Roboterhund Aibo von Sony
- Lego-Mindstorms-Serie
- mBot

Weitere bekannte Roboter für Kinder sind beispielsweise der Dash-Roboter und der Tinkerbots-Baukasten. Das Besondere an diesen Geräten ist, dass der Nutzer das Gerät via Smartphone programmieren und steuern kann. Für Dash gibt es beispielsweise eine App namens Blockly. Ähnlich wie bei der Programmiersoftware Scratch können mithilfe der grafischen Benutzeroberfläche komplexe Abläufe realisiert werden und Kinder lernen das Programmieren spielend. Robo Wunderkind bietet eine Reihe von legokompatiblen Roboterbaukästen an, die mittels Apps bereits von Kindern im Alter von 5 Jahren programmiert werden können. Bereits in den frühen 1980ern gab es den Bigtrak von Milton Bradley (MB), ein futuristisch gestaltetes Fahrzeug, das mit einer auf dem Dach angebrachten (Taschenrechner)-Tastatur programmiert werden konnte. Wenig später wurde der QuickShot SVI-2000 Robot Arm auf den Markt gebracht, der z. B. über den Userport eines Commodore 64 oder standalone mit zwei Joysticks gesteuert werden konnte.